# St. Nikolaus (Marktschellenberg)

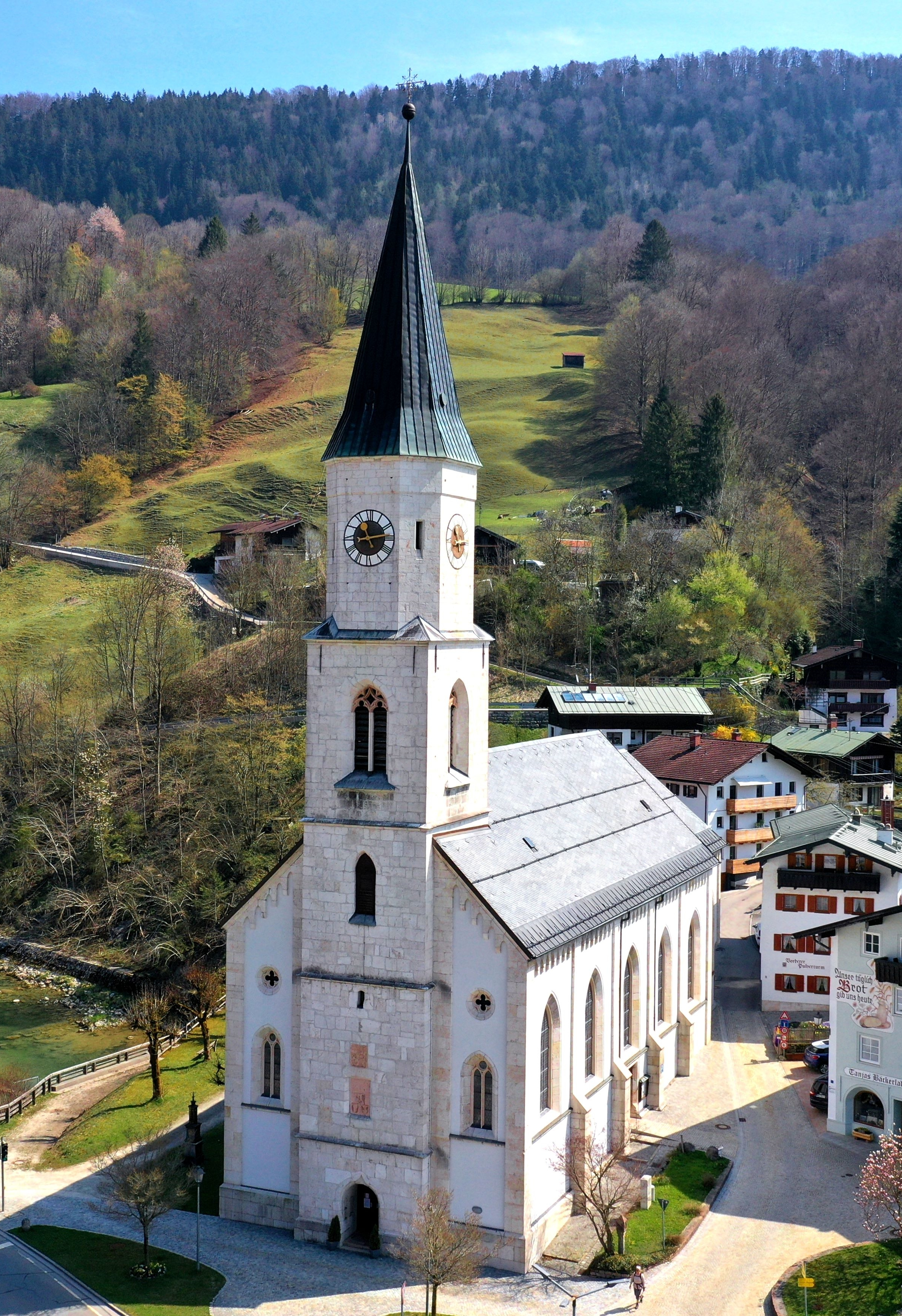
Pfarrkirche St. Nikolaus

Die Kirche St. Nikolaus ist eine Pfarrkirche der römisch-katholischen Pfarrei in Marktschellenberg in Bayern in der Erzdiözese München und Freising.

## Gebäude und Geschichte
Bereits im 12. Jahrhundert wird für Schellenberg eine „Kapelle zu Ehren des Hl. Nikolaus“ erwähnt und ab 1407 die Pfarrkirche St. Nikolaus, der die bisherige Pfarrkirche in St. Leonhard (Gemeinde Grödig) angegliedert wurde (erst 1814 kam diese Filiale St. Leonhard zur Pfarrei Grödig-Anif). Ab 1447 wird in Aufzeichnungen ein später allgemein übliches Doppelpatrozinium erwähnt, das für diese Kirche neben dem Hl. Nikolaus auch den Hl. Ulrich von Augsburg nennt. Um den Ulrichstag (4. Juli) wird noch heute der Schellenberger Jahrmarkt („Schellenberger Dult“) abgehalten. Auch stand früher eine Ulrichsfigur auf der Brücke über die Berchtesgadener Ache. Erster Patron der Pfarrkirche ist jedoch St. Nikolaus, der als Schutzpatron der Schiffsleute auch von den Salzschiffern der Saline in Schellenberg verehrt wurde, die den Salztransport auf der Berchtesgadener Ache zur Salzach zu bewerkstelligen hatten.
Gregor Rainer ließ als Reichsprälat und Stiftspropst (1508–1522) des Klosterstifts Berchtesgaden den Turm erbauen und über dessen Portal zwei Marmortafeln mit der Inschrift anbringen. Für die obere lautet sie: „Gregorius dei gratia ppts (=präpositus) et archidiacon in Berchtesgaden 1511“ (wovon die dritte Ziffer allerdings nicht genau lesbar ist und in anderen Schriften auch die Zahl 1521 als Jahr der Fertigstellung angenommen wird). In der unteren Tafel heißt es: „Alle dy auff dem – wasserstram arbeit – de geb got vn s. nikla – gelük und – hayl“. Darunter wiederum sind drei Wappen, u. a. mit einer Salzkufe und dem Stiftswappen. 1676 wurde ein neuer Hochaltar, 1677 eine neue Kanzel eingebaut.

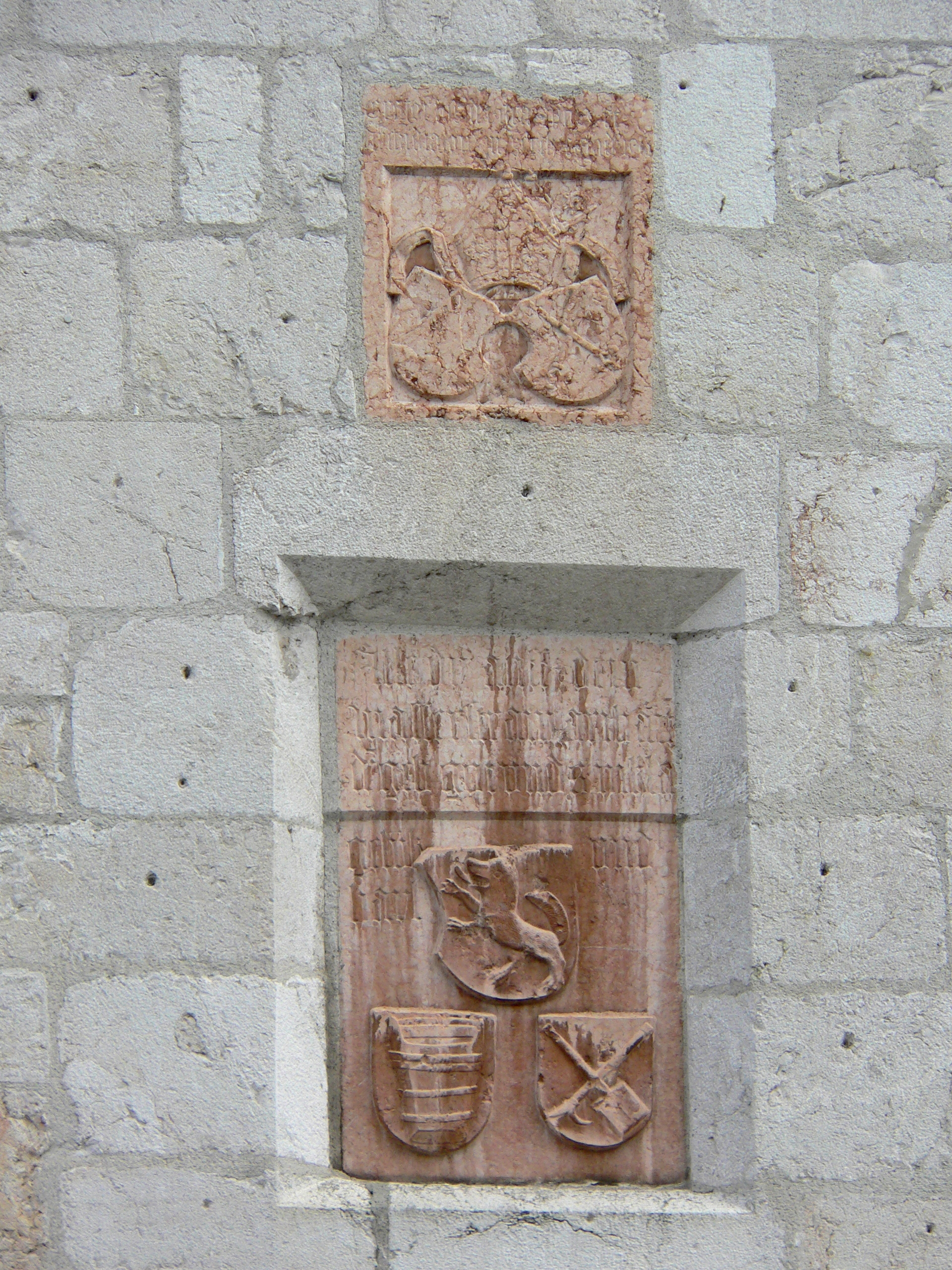
Marmortafeln von Gregor Rainer

Am 12. Juli 1817 brach um 12 Uhr 43 während des Wetterläutens wegen eines Gewittersturms die Kirchturmspitze bis zum Zifferblatt ab. Die Zügen- und die große Kirchenglocke stürzten samt dem Mauerwerk ab. Die Zügenglocke blieb dabei unversehrt, doch die große Glocke zerschellte. Drei Jahrzehnte später wurde der Turm am 11. Juli 1849 von einem Blitz getroffen und geriet in Brand, wodurch die  Zwiebelturmspitze Schaden nahm und 1853 durch die heutige, höhere Spitze erneuert wurde. Auch das Kirchenschiff war nach dem Blitzschlag baufällig geworden und musste auf der Altarseite gestützt werden. 1867 wurde ein Neubau beschlossen und die Kirche bis auf den Turm 1869 völlig abgebrochen. (Dabei sollen angeblich auch Räder eines Pestkarrens von etwa 1620 gefunden worden sein.) Grundsteinlegung war am 5. Juni 1870, 1871 der Rohbau im nunmehr neugotischen Stil fertig. Die Kirchenfenster wurden vom Berchtesgadener Bezirksamtmann Raimund von Lurz, dem Berchtesgadener Landrichter Ignatz Freiherr von Barth-Hamating und der Besitzerin vom Schloss Adelsheim Baronin Eichtal gestiftet und mit deren Wappen gekennzeichnet. Am 27. September 1872 wurde die Kirche laut A. Helm vom Salzburger Erzbischof Gregorius eingeweiht, doch in der Liste der Erzbischöfe von Salzburg wird für dieses Jahr keiner dieses Namens aufgeführt. 1872 erfolgte zudem der Ausbau des Pfarrhofes (Zinkensalon) und der Bau des Leichenhauses. Ferner wurde in dem Jahr für die Kirche eine ca. 18 Zentner schwere Glocke aus während des Deutsch-Französischen Krieges von 1870/71 erbeuteten Kanonen in von Oberascher in Bad Reichenhall gegossen und 25. September aufgezogen. Zwischen 1873 und 1877 wurde für das Kircheninnere Kommunionbank, Kanzel, Hochbauten des Hochaltars und der Seitenaltäre, Missionskreuz, Beichtstühle, Presbyterialstühle, eiserne Gitter, Taufstein und Orgel eingerichtet, so dass es am 16. September 1877 zur Schlussfeier des Kirchenbaus kam. 1903 wurde eine neue Orgel von dem Orgelbauer Ignaz Weise aus Passau hergestellt.

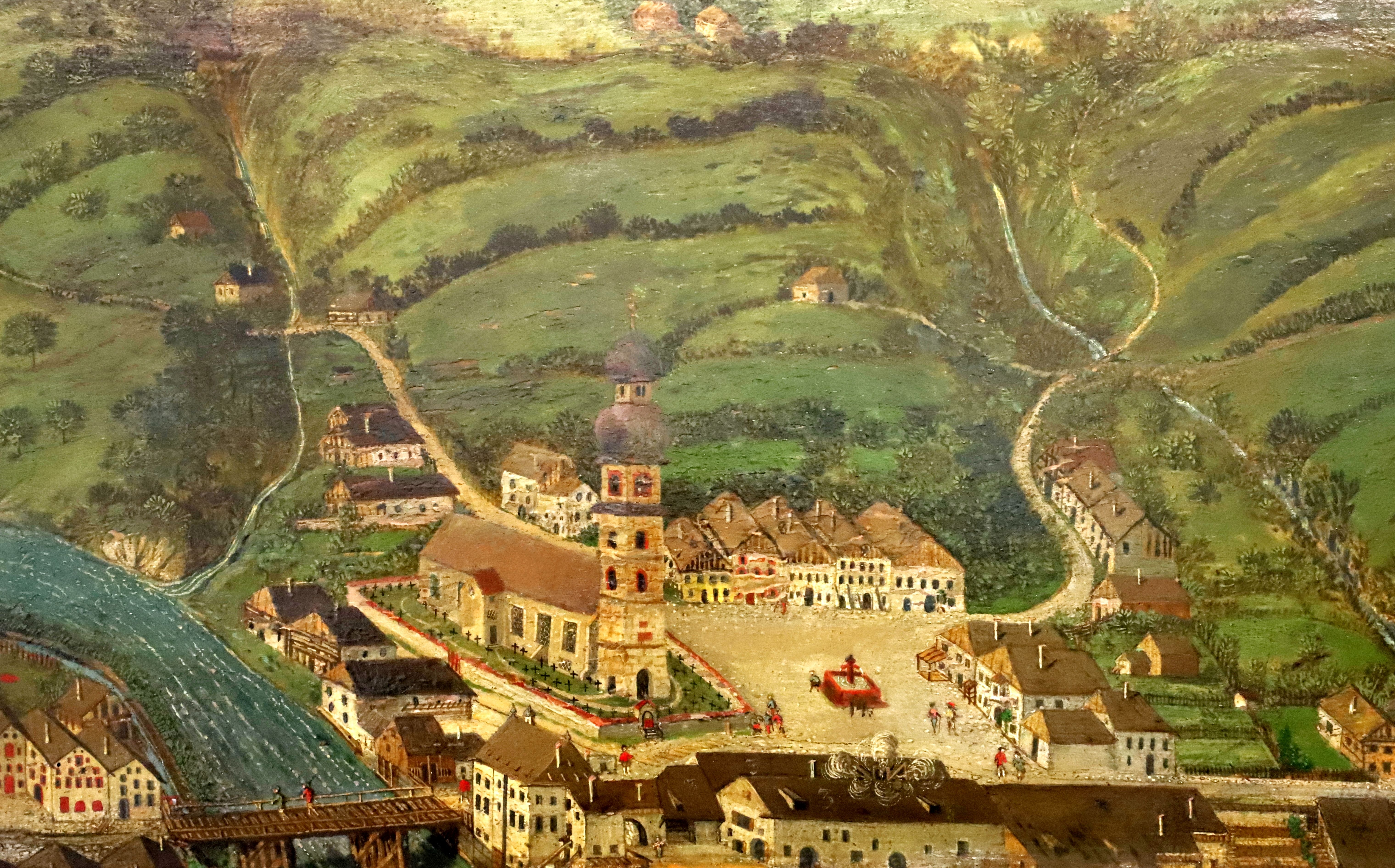
Pfarrkirche St. Nikolaus vor 1817 mit Marktplatz, Bildrand unten die ehem. Saline
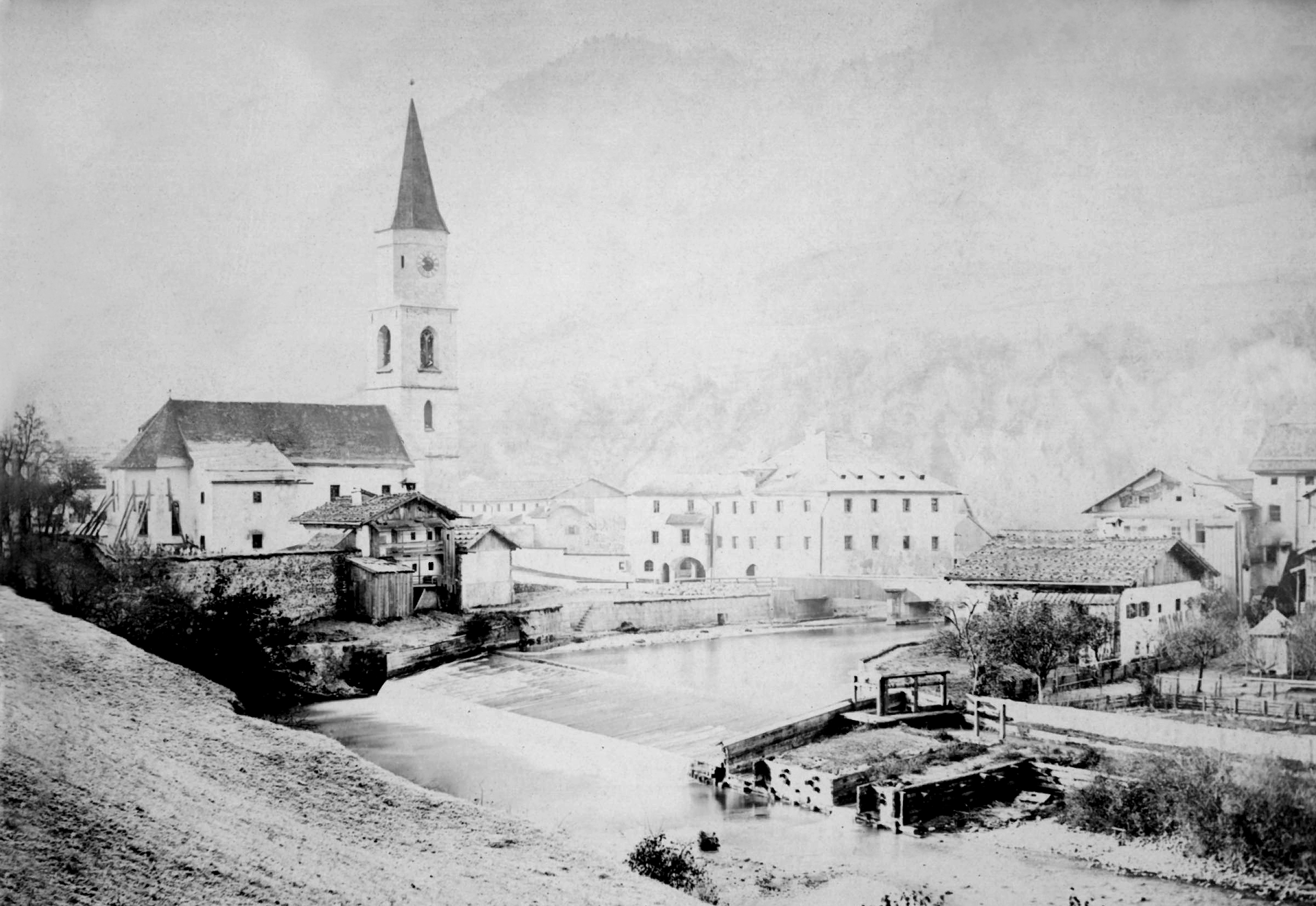
Baufällige Pfarrkirche kurz vor ihrem Abriss 1869.
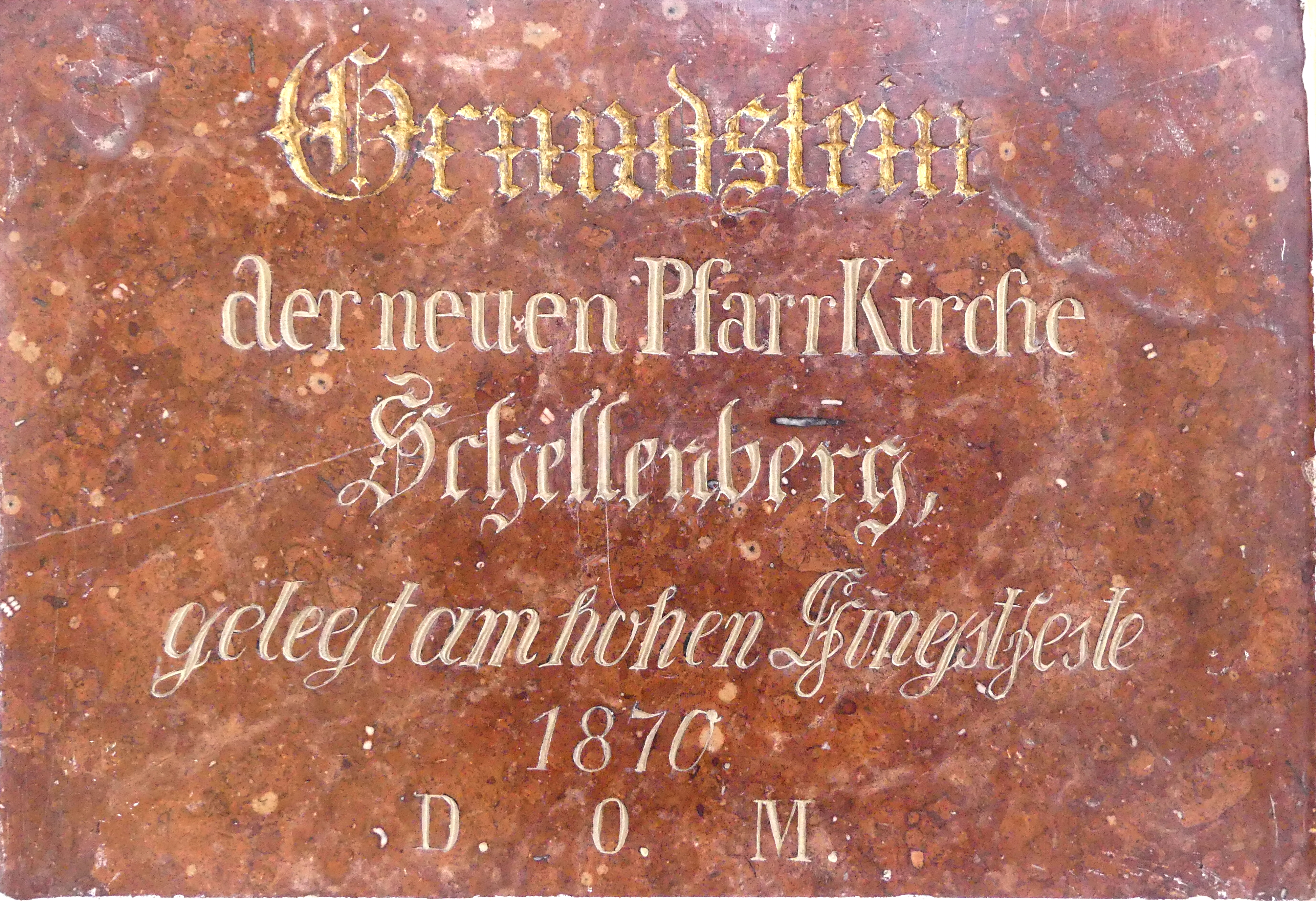
Gedenktafel zur Grundsteinlegung 1870
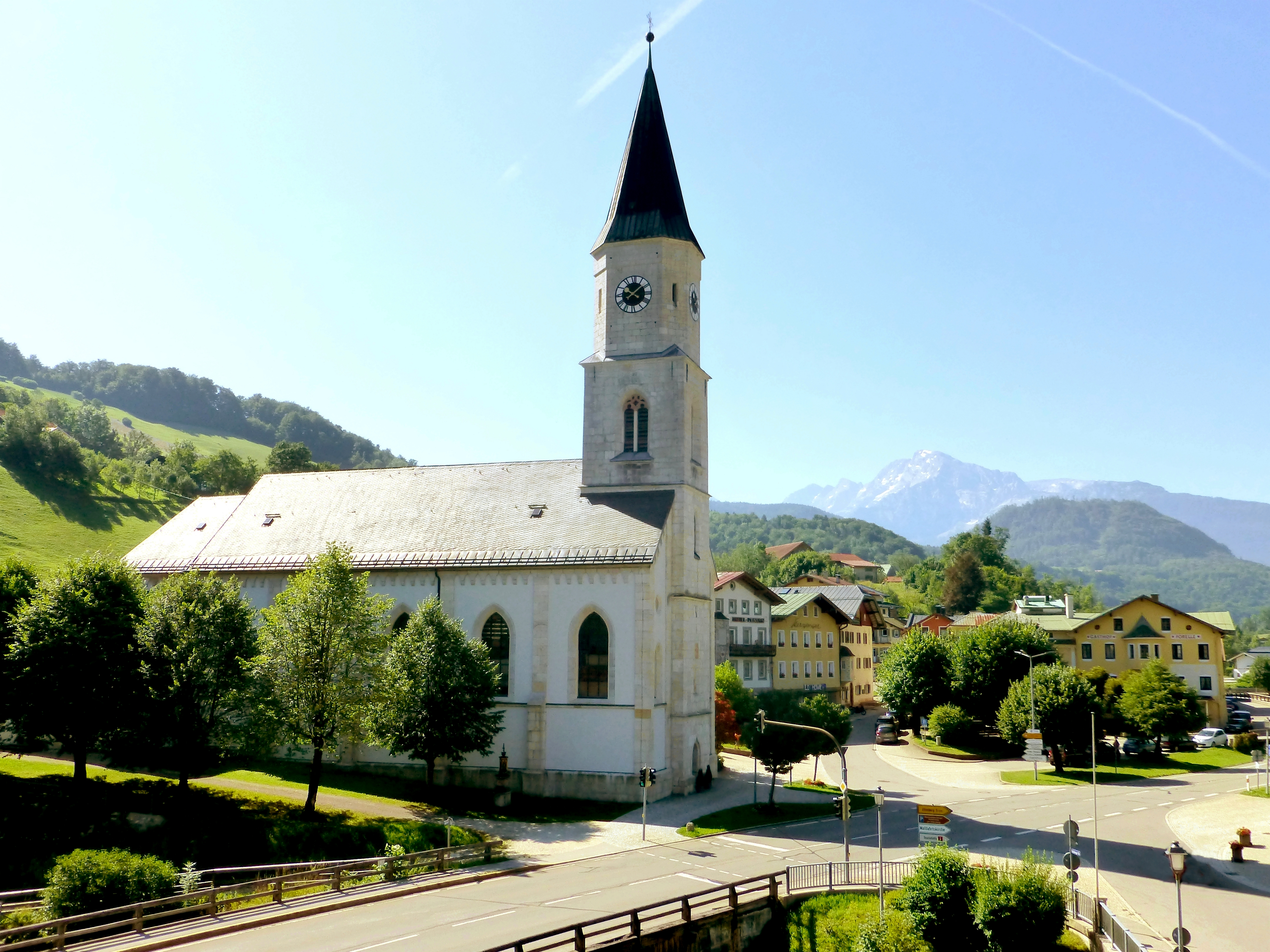
Pfarrkirche mit Blick zum „Oberen Markt“

Nach Ende des Zweiten Weltkriegs erfolgte zwischen 1945 und 1946 aus Dank „für die Erhaltung der Heimat“ und „die glückliche Rückkehr vieler Schellenberger aus dem Felde“ die erste Restaurierung der Kirche mit Baumaterial aus Restbeständen der zuvor in Obersalzberg beschäftigten Firmen. Einheimische, darunter auch Freiwillige, deckten die Kirche anstelle mit Schiefer nun mit einem Schindeldach, verputzten sämtliches Mauerwerk und reinigten sowie verfugten die Quadersteine des seinerzeit bereits über 400 Jahre alten Turms neu. 1946 dann wurde die Wandflächen des Kircheninneren neu verputzt und getüncht, die alten Grabdenkmäler und -steine aus der Turmvorlage wurden ins Langhaus versetzt, alle drei Altäre, Chorgestühl, Kirchenstühle, Emporenbrüstung und Orgelkasten neu gestrichen. Die während des Krieges im Luftschutzbunker verwahrten wertvollen Apostelfiguren kamen wieder an die Emporenbrüstung. Ferner erhielt die Kirche ein neues Kommuniongitter und handgeschmiedete Apostelleuchter und die Nordwand des Chores ein neues Wandgemälde.
1949 und 1959 wurden jeweils zwei neue Glocken geweiht, deren Kosten zum Großteil durch Spenden der Schellenberger Bürger aufgebracht wurden. Zwischenzeitlich wurde zudem auf ein elektrisches Läutwerk umgerüstet und die Gemeinde ließ auch eine neue Turmuhr einbauen.
Von 1965 bis 1968 wurde die Kirche mit einem Sakristeianbau inklusive einer Heizungsanlage saniert und Fenster, Kirchenboden sowie Kirchenstühle erneuert. 1970 wurde mit Eingang links vom Turm eine Kriegerkapelle eingerichtet. 1973 kam es dann zu einer Neugestaltung des Altarraumes, indem die drei alten Altäre abgebaut und stattdessen ein Volksaltar zur Gemeinde ausgerichtet sowie die zuvor in der Hohe-Kreuz-Kapelle aufgestellte Kreuzigungsgruppe anstelle eines Hochaltars direkt vor die drei nunmehr zugemauerten Fenster der Rückfront des Altarraums angebracht wurden.

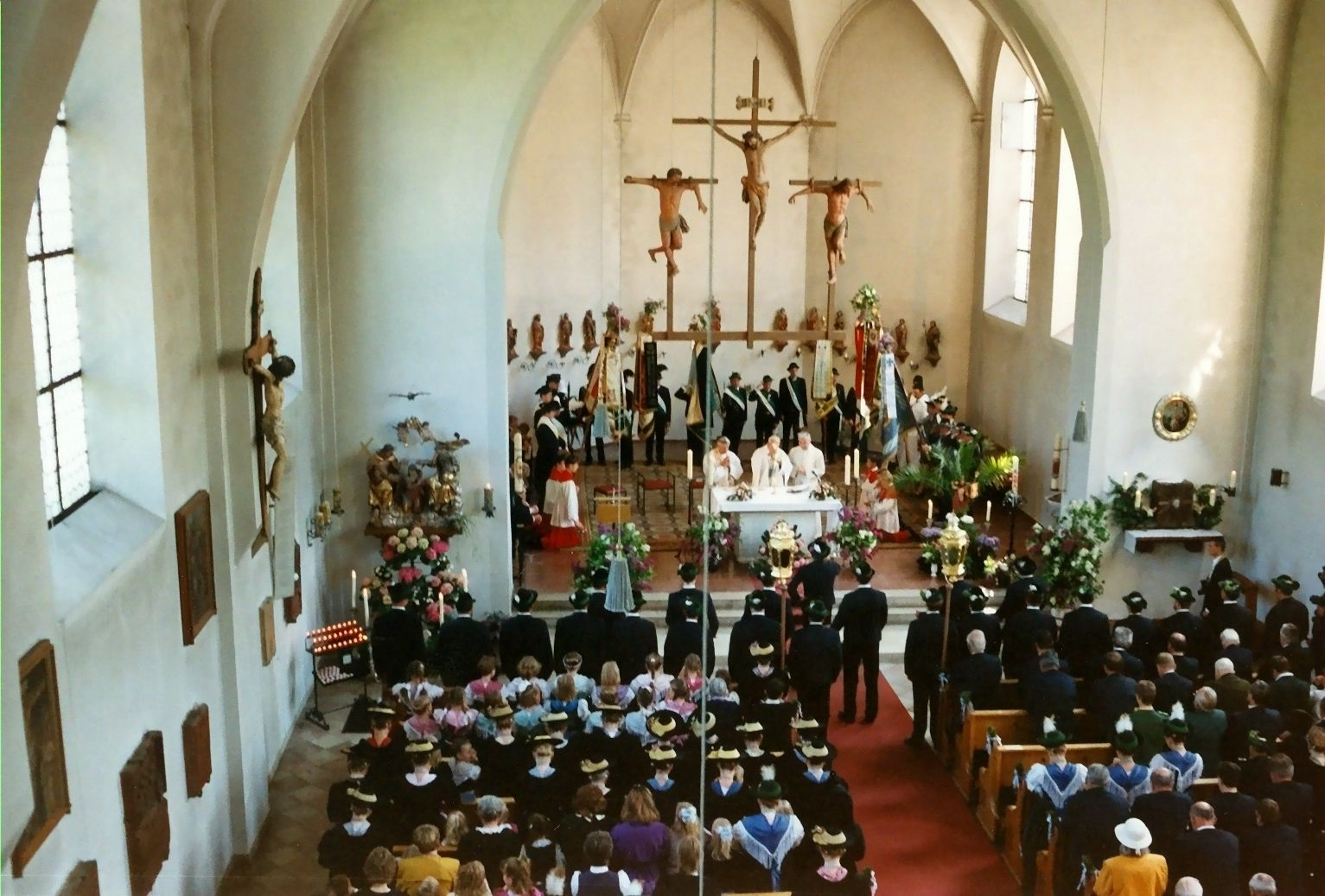
Altarraum nach 1973 mit Kreuzigungsgruppe
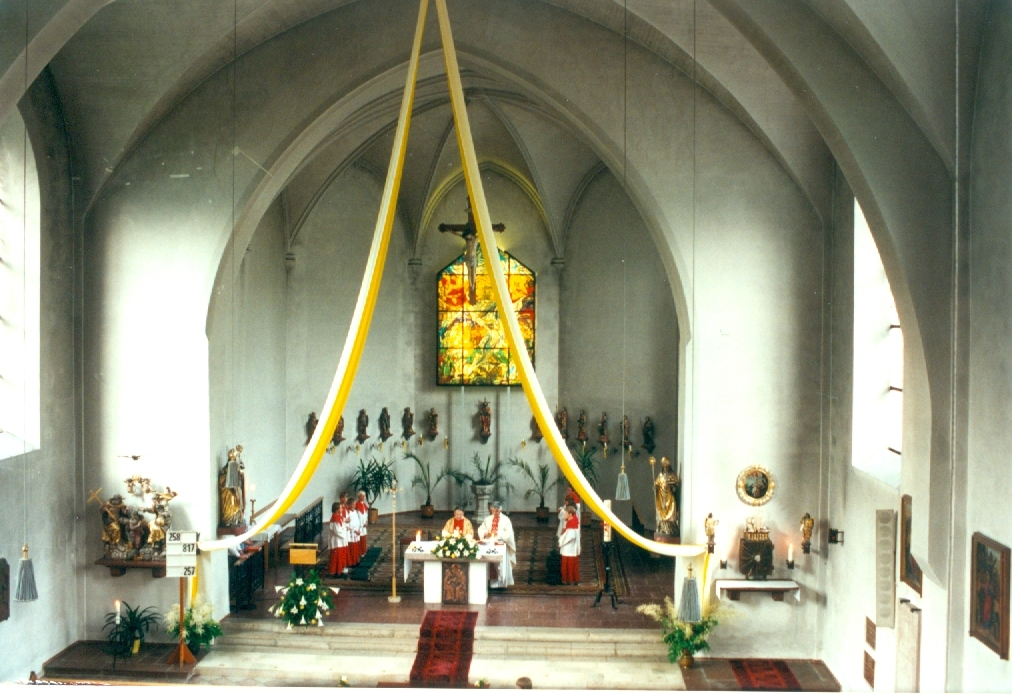
Altarraum nach 1973 mit Apostelgruppe

Seit den 1990ern gelangt in den Altarraum wieder Tageslicht durch fünf neue farbige Kirchenfenster, die von Künstlern in Polen hergestellt wurden. Finanziert wurden die Kirchenfenster durch Spenden bzw. im Rahmen einer Spendenaktion innerhalb der Kirchengemeinde.

## Ausstattung
Die Ausstattung bzw. das Kircheninnere nach der letzten Renovierung inklusive der Neugestaltung des Altarraums mit modernen, neu gefertigten Kirchenfenstern nach den 1990ern.

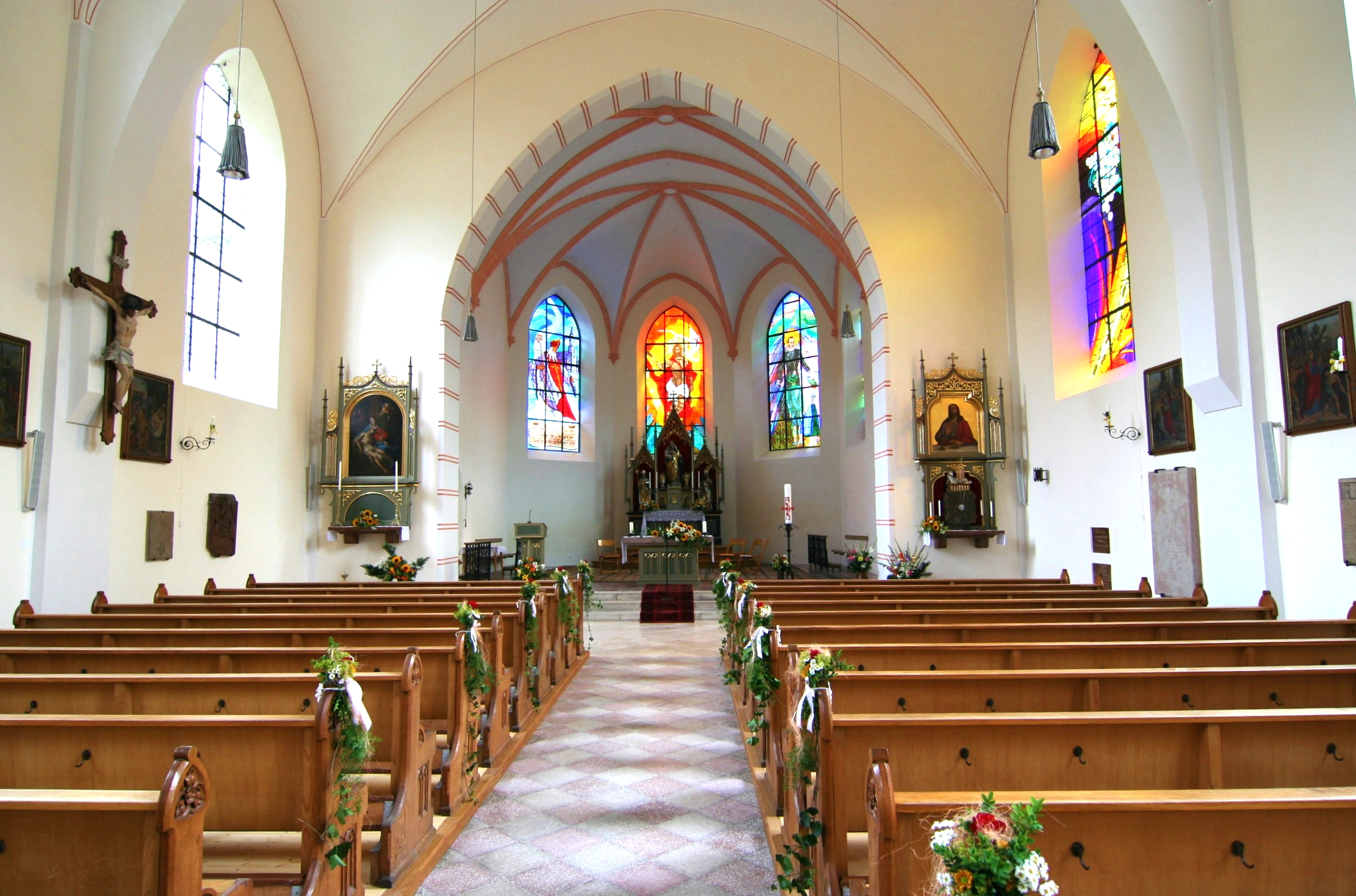
Blick vom Haupteingang zum Altarraum
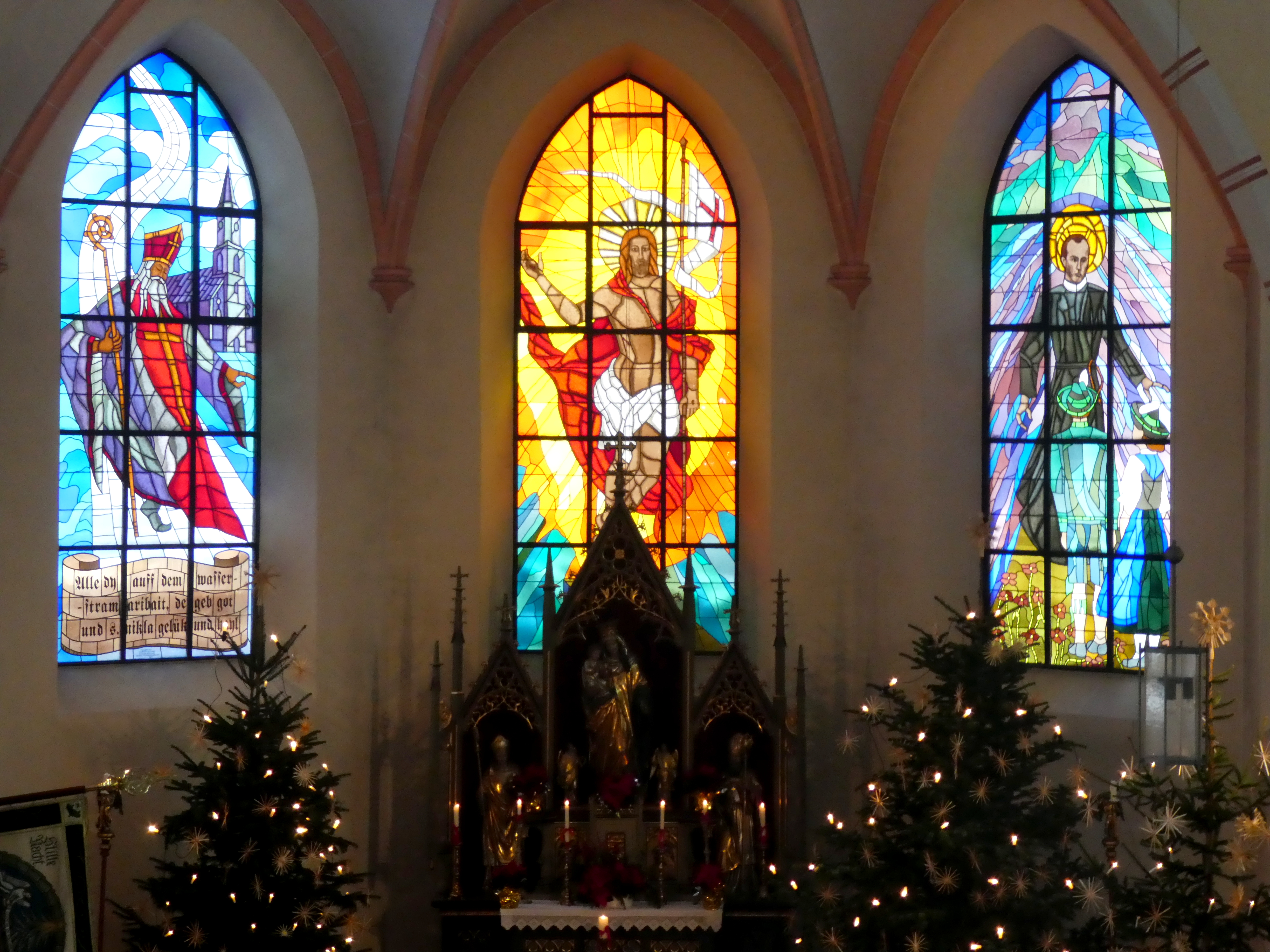
Aktuelle Fenstergruppe am Hochaltar, links St. Nikolaus, Mitte Auferstandener Jesus Christus, rechts der seliggesprochene Kaspar Stanggassinger vom Kälberstein
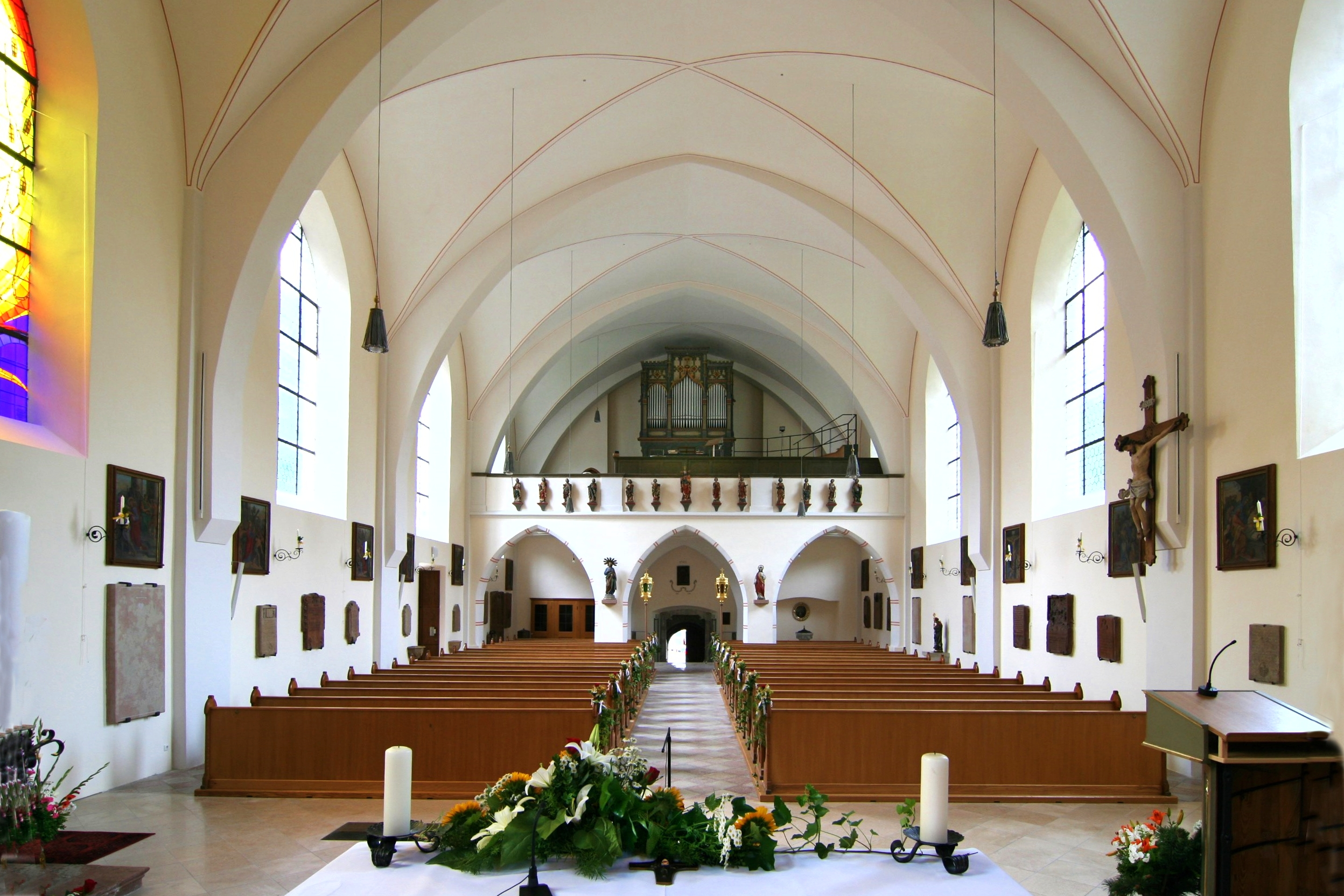
Blick vom Altarraum zur Empore mit der Orgel und den 12 Aposteln
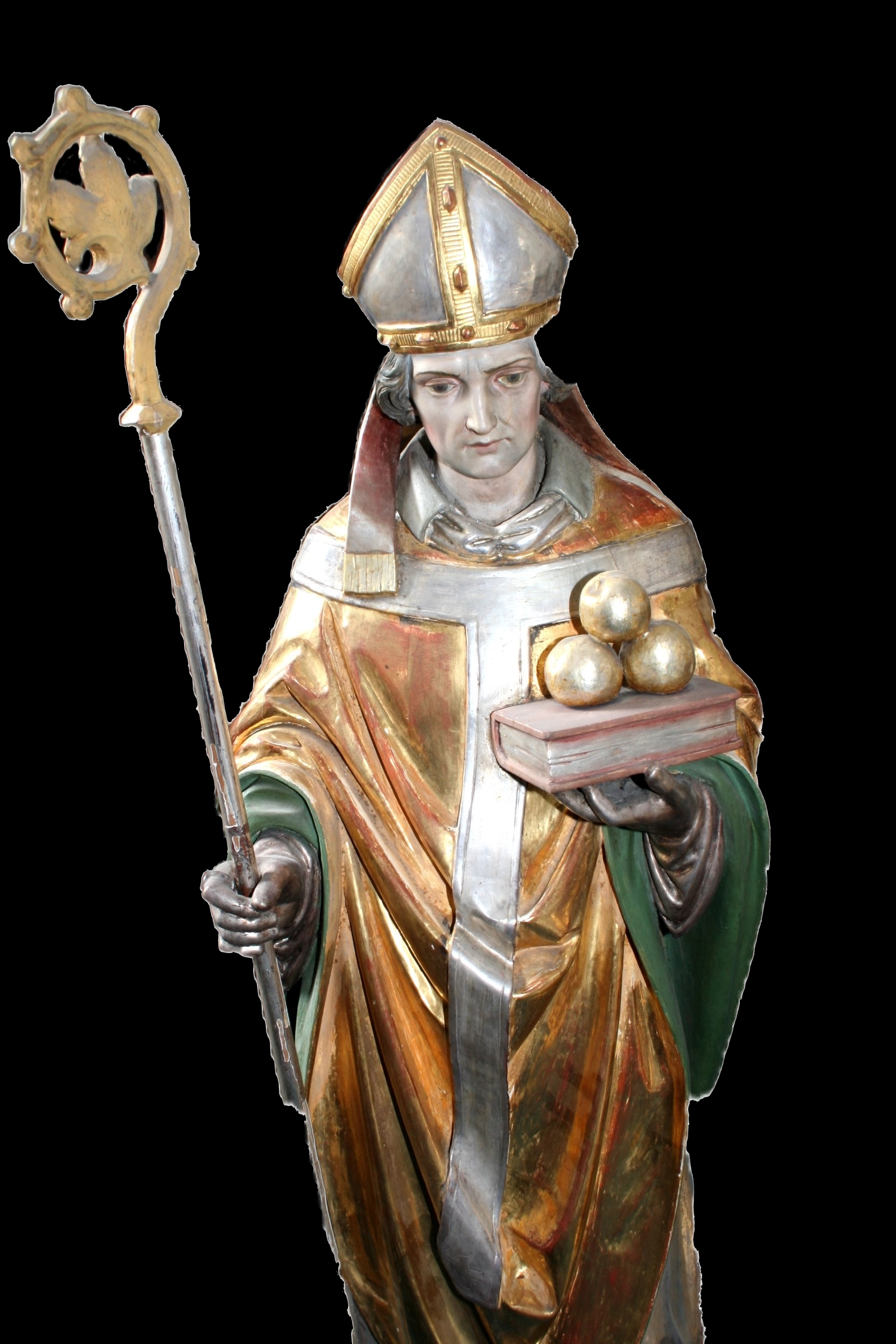
Statue St. Nikolaus
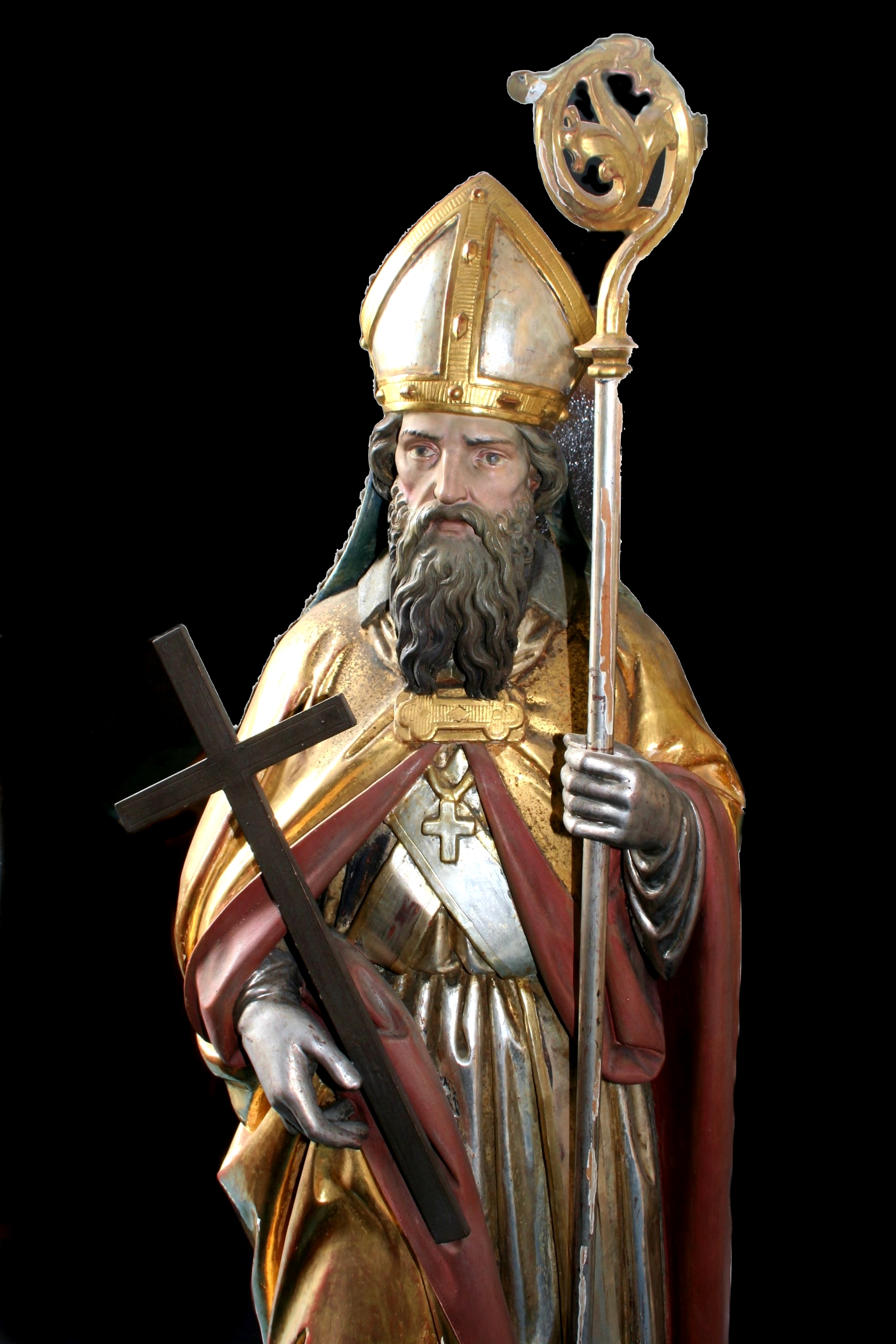
Statue St. Ulrich

## Zur Pfarrgemeinde
Die Pfarrgemeinde Marktschellenberg verfügt neben der Pfarrkirche mit der Wallfahrtskirche Mariä Heimsuchung  in Marktschellenberg noch über eine Filialkirche im Ortsteil Ettenberg. Sie bildete zusammen mit der Pfarrgemeinde Hl. Familie Au im Berchtesgadener Ortsteil Au den Pfarrverband Marktschellenberg. Am 1. November 2015 wurde der Pfarrverband Stiftsland Berchtesgaden begründet, zu dem sich die drei Pfarreien St. Andreas Berchtesgaden, Hl. Familie Au und St. Nikolaus Marktschellenberg zusammenschlossen, und der am 1. Juni 2019 um den ehemaligen Pfarrverband Bischofswiesen erweitert wurde.